# Tillandsia samaipatensis
Tillandsia samaipatensis är en gräsväxtart som beskrevs av Walter Till. Tillandsia samaipatensis ingår i släktet Tillandsia och familjen Bromeliaceae. Inga underarter finns listade i Catalogue of Life.